# Åland Post
Åland Post (укр. Пошта Аландських островів) — регіональний оператор поштового зв'язку Фінляндії зі штаб-квартирою в Марієгамні. Є компанією з обмеженою відповідальністю та перебуває у підпорядкуванні уряду Аландських островів.